# Around the World in a Day
Around the World in a Day is het zevende album van de Amerikaanse popartiest Prince, het tweede album van Prince & The Revolution en werd uitgebracht in 1985.

## Algemeen
Het album was een soort van tegenreactie op het veel commerciëlere Purple Rain. De verkoopcijfers waren inderdaad ook een stuk minder dan zijn voorganger, in de Verenigde Staten werd het album echter, als gevolg van de nasleep van Purple Rain, beter verkocht.
Muzikaal gezien echter lag het album niet zoveel van Purple Rain af, enkele nummers waren ook opgenomen voordat Purple Rain was voltooid. Het verschil zat vooral in de psychedelische onderlaag die het album kenmerkt, tevens Prince zijn experimenten met exotische instrumenten, zoals de darboeka, en de experimentele nummers zoals Condition of the Heart en Temptation. In de laatste twee nummers (The Ladder en Temptation) doet ook de saxofoon voor het eerst zijn intrede. Wat het begin markeert van Prince zijn voorliefde voor blazers.
The Revolution bestond op dit album uit; Lisa Coleman op toetsen, Matt Dr. Fink op synthesizers, Brown Mark op basgitaar, Wendy Melvoin op gitaar en Bobby Z. op drums.

## Nummers
| 1. | Around the World in a Day | 3:29 |
| 2. | Paisley Park              | 4:42 |
| 3. | Condition of the Heart    | 6:48 |
| 4. | Raspberry Beret           | 3:33 |
| 5. | Tamborine                 | 2:47 |
|    |                           |      |
| 6. | America                   | 3:42 |
| 7. | Pop Life                  | 3:42 |
| 8. | The Ladder                | 5:29 |
| 9. | Temptation                | 8:18 |

## Singles
Er werden in het totaal vier singles getrokken van het album; Raspberry Beret (15 mei 1985), Paisley Park (24 mei, niet in de V.S.), Pop Life (10 juli) en America (2 oktober).
Drie van de vier singles kenden een B-kant waarvan het nummer nog niet eerder was uitgebracht; She's Always in My Hair (B-kant Raspberry Beret), Hello (B-kant Pop Life) en Girl (B-kant America).
Raspberry Beret werd vooral in de V.S. een hit (nl: #19, vs: #2), Paisley Park werd vooral een kleine hit in het V.K. (nl: tip, vk: #18) en Pop Life werd alleen in de V.S. een hit (vs: #7).

## Albumhoes
De getekende albumhoes is een veelkleurige weergave van een landschap in de vorm van een vrouwenlichaam op de achtergrond en een kruising tussen een zee en een podiumtrap op de voorgrond. In het midden staat een ladder die naar de hemel reikt. Op de trap en rond en op de oever van de zee staan meerdere figuren, waar van sommige verwijzen naar Prince of Revolution-leden. Tevens zijn er referenties te vinden naar nummers van het album (Raspberry Beret, America, en The Ladder). Vredesduiven in de lucht en een intercontinentaal vliegtuig (een verwijzing naar Around the World in a Day) complementeren de hoes.
De hoes werd door critici vergeleken met de hoes van Sgt. Pepper's Lonely Hearts Club Band van The Beatles.

## Ontstaan
De nummers werden opgenomen tussen 19 februari t/m 23 december 1984 in verschillende warehouses in en rond Minneapolis, Minnesota. Tevens werden er nummers opgenomen in Sunset Sound, in Los Angeles, Californië (Paisley Park, Condition of the Heart en Pop Life), het Civic Centre in Saint Paul, Minnesota (The Ladder) en in de Capitol Studios, Hollywood, Californië (Temptation).